# Danh sách đô thị tại Asturias

Municipal Map of Asturias

Đây là danh sách các đô thị trong tỉnh và cộng đồng tự trị của Asturias, Tây Ban Nha.
| Tên gọi                    | Dân số (2002) |
| -------------------------- | ------------- |
| Allande                    | 2.374         |
| Aller                      | 14.786        |
| Amieva                     | 889           |
| Avilés                     | 83.511        |
| Belmonte de Miranda        | 2.209         |
| Bimenes                    | 2.071         |
| Boal                       | 2.409         |
| Cabrales                   | 2.362         |
| Cabranes                   | 1.184         |
| Candamo                    | 2.503         |
| Cangas de Onís             | 6.326         |
| Cangas del Narcea          | 16.612        |
| Caravia                    | 575           |
| Carreño                    | 10.527        |
| Caso                       | 1.995         |
| Castrillón                 | 22.534        |
| Castropol                  | 4.204         |
| Coaña                      | 3.646         |
| Colunga                    | 4.165         |
| Corvera de, Asturias       | 15.951        |
| Cudillero                  | 6.055         |
| Degaña                     | 1.483         |
| El Franco                  | 4.162         |
| Gijón/Xixón                | 270.211       |
| Gozón                      | 11.006        |
| Grado                      | 11.518        |
| Grandas de Salime          | 1.295         |
| Ibias                      | 2.098         |
| Illano                     | 620           |
| Illas                      | 1.098         |
| Langreo                    | 47.796        |
| Laviana                    | 14.606        |
| Lena                       | 13.717        |
| Llanera                    | 12.279        |
| Llanes                     | 13.125        |
| Mieres                     | 48.418        |
| Morcín                     | 3.094         |
| Muros de Nalón             | 2.189         |
| Nava                       | 5.550         |
| Navia                      | 9.068         |
| Noreña                     | 4.452         |
| Onís                       | 864           |
| Oviedo                     | 202.938       |
| Parres                     | 5.591         |
| Peñamellera Alta           | 699           |
| Peñamellera Baja           | 1.557         |
| Pesoz                      | 238           |
| Piloña                     | 8.667         |
| Ponga                      | 728           |
| Pravia                     | 9.245         |
| Proaza                     | 876           |
| Quirós                     | 1.566         |
| Las Regueras               | 2.097         |
| Ribadedeva                 | 1.828         |
| Ribadesella                | 6.270         |
| Ribera de Arriba           | 1.987         |
| Riosa                      | 2.543         |
| Salas                      | 6.695         |
| San Martín de Oscos        | 502           |
| San Martín del Rey Aurelio | 20.186        |
| San Tirso de Abres         | 628           |
| Santa Eulalia de Oscos     | 557           |
| Santo Adriano              | 320           |
| Sariego                    | 1.372         |
| Siero                      | 48.569        |
| Sobrescobio                | 839           |
| Somiedo                    | 1.631         |
| Soto del Barco             | 4.178         |
| Tapia de Casariego         | 4.358         |
| Taramundi                  | 875           |
| Teverga                    | 2.172         |
| Tineo                      | 12.566        |
| Valdés                     | 14.854        |
| Vegadeo                    | 4.573         |
| Villanueva de Oscos        | 419           |
| Villaviciosa               | 14.189        |
| Villayón                   | 1.895         |
| Yernes y Tameza            | 226           |